# Полеводка (Республика Алтай)
Полеводка (алт. Устиги Кубее) — посёлок в Усть-Коксинском районе Республики Алтай России. Входит в состав Чендекского сельского поселения.

## География
Расположено в приграничной территории юго-западной части Республики Алтай в горно-степной зоне и находится у реки Маргала, у впадения в неё р. Маргалёнок.
Уличная сеть состоит из трёх географических объектов: ул. Заречная,  ул. Набережная,  ул. Центральная.

## Население
| 2010 | 2011 | 2012 | 2013 | 2014 | 2015 |
| ---- | ---- | ---- | ---- | ---- | ---- |
| 78   | →78  | ↘77  | ↗79  | →79  | ↗80  |
| 2016 |      |      |      |      |      |
| ↗83  |      |      |      |      |      |

Национальный состав
Согласно результатам переписи 2002 года, в национальной структуре населения
русские составляли 96 % от общей численности населения в 97 жителей.

## Инфраструктура
Сельское хозяйство, личное подсобное хозяйство.

## Транспорт
Автодорога регионального значения «Подъезд к п. Полеводка» (идентификационный номер 84К-74) (Постановление Правительства Республики Алтай от 12.04.2018 N 107 «Об утверждении Перечня автомобильных дорог общего пользования регионального значения Республики Алтай и признании утратившими силу некоторых постановлений Правительства Республики Алтай»).